# Іван (митрополит Галицький)
Іван (також Іоан) — православний церковний діяч кінця XIV століття, єпископ Луцький, який у 1390-х роках був висунутий королем Владиславом II Ягайлом на митрополичу кафедру в Галичі. Його діяльність відзначалася активною участю у боротьбі за контроль над Галицькою митрополією, що на той час опинилася в центрі протистояння між польською короною, Константинопольським патріархатом і Київською митрополією. Попри те, що Іван фактично деякий час керував митрополією, він не був визнаний Константинополем як канонічний митрополит і згодом був усунений з посади.

## Біографія
Іван уперше згадується в джерелах як єпископ Луцький (деякі джерела також називають його єпископом Острозьким) у 1390-х роках. Після смерті митрополита Галицького Антонія приблизно у 1391 році польський король Владислав II Ягайло запропонував Івана як кандидата на вакантну галицьку митрополичу кафедру. Це призначення було частиною ширшої політики польської корони, спрямованої на зміцнення контролю над руськими землями через підтримку лояльного православного духовенства.
Зберігся лист Івана до Ягайла від 3 лютого 1398 року, у якому він обіцяє виплатити королю 200 руських гривень і передати 30 коней в обмін на допомогу в отриманні згоди Константинопольського патріарха на його висвячення митрополитом. Це свідчить про активні зусилля Івана здобути формальне визнання своєї влади.
Король вислав Івана до Константинополя, як кандидата на галицький митрополичий престіл, однак патріарх не затвердив його через скаргу митрополита Київського Кипріана, в юрисдикції якого знаходилася Луцька єпархія, правлячий архієрей якої не міг без його згоди переводитися в іншу митрополію, тим більше, ставати митрополитом. Іван повернувся додому і став управляти митрополією. Деякий час патріарх Константинопольський не перешкоджав йому, однак пізніше призначив митрополитом Галицьким єпископа Вифлеємського Михайла, який, прибувши до Галичини, намагався позбавити Івана права управляти митрополією.

## Церковна діяльність
Як претендент на митрополичу кафедру, Іван деякий час виконував функції митрополита: перебував у Галичі, здійснював адміністрацію єпархіями та представляв митрополію у відносинах з польською владою. Проте з огляду на відсутність патріаршого визнання його влада мала тимчасовий і спірний характер. Уже в 1393 році Константинопольський патріарх Кирил висвятив іншого митрополита — Михаїла (єпископа Вифлеємського), чим остаточно змістив Івана з посади.
Іван був позбавлений церковного сану й усунутий з митрополичої адміністрації. Відтоді про його подальшу долю відомостей немає.

## Політична роль
Іван виступав інструментом реалізації політики Владислава Ягайла щодо утвердження контролю над православними структурами на території Галичини. Його висунення на митрополичу кафедру і спроба здобути схвалення патріарха через політичні та матеріальні домовленості з Ягайлом ілюструють складне переплетення світської та церковної влади в руських землях того часу.
Водночас його протистояння з Київським митрополитом Кипріаном та невизнання Константинополем свідчать про збереження тісної юрисдикційної єдності Руської церкви з православним Сходом і про опір спробам польської корони створити окрему лояльну церковну ієрархію.